# Streichquartett d-Moll (Sibelius)
Das Streichquartett d-Moll „Voces intimae“ op. 56 ist das bekannteste kammermusikalische Werk des finnischen Komponisten Jean Sibelius. Es wurde 1909 veröffentlicht und am 25. April 1910 uraufgeführt.

## Entstehung, Aufbau und Stil
Das Werk entstand zu einer Zeit, in der Sibelius zu einem international bekannten Komponisten avanciert war. Sein bisheriges Œuvre war überwiegend von einem klassischen bis spätromantischen Stil geprägt, ergänzt durch nordisch-folkloristische Elemente. Die Auseinandersetzung mit modernen Musikformen des angebrochenen 20. Jahrhunderts, unter anderem durch persönlichen Austausch mit Arnold Schönberg, Igor Strawinski und Claude Debussy, traf Sibelius in einer Schaffenskrise und löste eine Suche nach einer neuen, persönlichen Musiksprache aus. Eine langwierige Kehlkopferkrankung, die während der Kompositionsphase 1908/1909 das operative Entfernen eines bösartigen Tumors nötig machte, trug wie seine zunehmend eskalierende Alkoholsucht zu einer von Depressionen und Ängsten geprägten Lebensphase bei.
Der Schaffensprozess ist durch ein von Sibelius zu der Zeit intensiv geführtes Tagebuch gut überliefert und von Krisen und Selbstzweifeln überschattet. Mit dem fertigen Werk, das er seinem Verleger Robert Linau im Frühjahr 1909 schließlich übergab, zeigte sich Sibelius jedoch höchst zufrieden. Er gab dem Quartett den Beinamen „Voces intimae“ (dt. innere Stimmen), was allgemein so gedeutet wird, dass es sich um ein sehr persönliches Werk handelt. Es ist fünfsätzig und wie folgt konzipiert:
- Andante - Allegro molto moderato
- Vivace
- Adagio di molto
- Allegro ma pesante
- Allegro

Das Quartett wird von melancholischer, geheimnisvoller Grundstimmung beherrscht und ist in Stimmführung und Melodik deutlich virtuoser als Sibelius’ vorangegangene Quartette. Expressionistische und schroff-dissonante Motive künden vom Bestreben des Komponisten, sich neu zu (er)finden. Das dunkle Herz des Quartetts ist der langsame dritte Satz, ein Adagio, das von schwankenden Tempi und Rubati gekennzeichnet ist und durch seine immer wieder auseinanderdriftenden Themen und Harmonien quälend ziellos wirkt. Erst ein harmonischer F-Dur-Schluss führt zu einer gewissen Einheit und Erlösung, bis das Quartett mit zwei weiteren, mitunter atem- und ziellosen Sätzen seine Reise ins Ungewisse fortsetzt.

## Rezeption
Das Quartett wurde bei seiner Uraufführung im Jahr 1910 mit Erstaunen aufgenommen und stieß auf durchwachsene Resonanz. Es setzte sich mit der Zeit jedoch als häufig aufgeführtes und beliebtes Streichquartett durch, das auch heute noch von namhaften Interpreten eingespielt wird. Gemeinsam mit der wenig später komponierten 4. Sinfonie gilt das Quartett als Zäsur im Schaffen des finnischen Komponisten und als ein Beispiel für den Übergang spätromantischer Musik zur Moderne.
Der Charakter des Werkes wird zudem als autobiographisches Bekenntnis des Komponisten bezüglich seiner damaligen inneren Zerrissenheit und Unsicherheit gewertet. Eine andere, dem nicht unbedingt widersprechende Deutung ist das Spiel des Komponisten mit Hörererwartung und das gezielte Erzeugen einer „Spannung des Versagten“.